# Place w Katowicach
W Katowicach istnieje kilkadziesiąt placów i skwerów, pełniących funkcje reprezentacyjne, rekreacyjne lub komunikacyjne: 
W zestawieniu uwzględniono tereny, które w nazwie posiadają słowo: plac, skwer, pętla. W zestawieniu nie uwzględniono terenów, które w nazwie posiadają słowo rondo lub park.
(Wykaz w kolejności alfabetycznej wszystkich placów i skwerów w Katowicach na dzień 8 czerwca 2025)

Przejdź do: 
A B C D E F G H I J K L Ł M N O P R S Ś T U W Z Ż

## A
- Plac Alfreda – plac w dzielnicy Wełnowiec-Józefowiec, przy skrzyżowaniu ul. Telewizyjnej i al. Wojciecha Korfantego
- Plac Andrzeja – plac w dzielnicy Śródmieście, pomiędzy ul. Marii Skłodowskiej-Curie, ul. Mikołaja Kopernika i ul. Andrzeja
- Skwer Artystów Grupy Janowskiej – plac w dzielnicy Janów-Nikiszowiec, u zbiegu ul. Zamkowej i ul. Teofila Ociepki[4], na którym znajduje się Pomnik Powstańców Śląskich w Nikiszowcu

## B

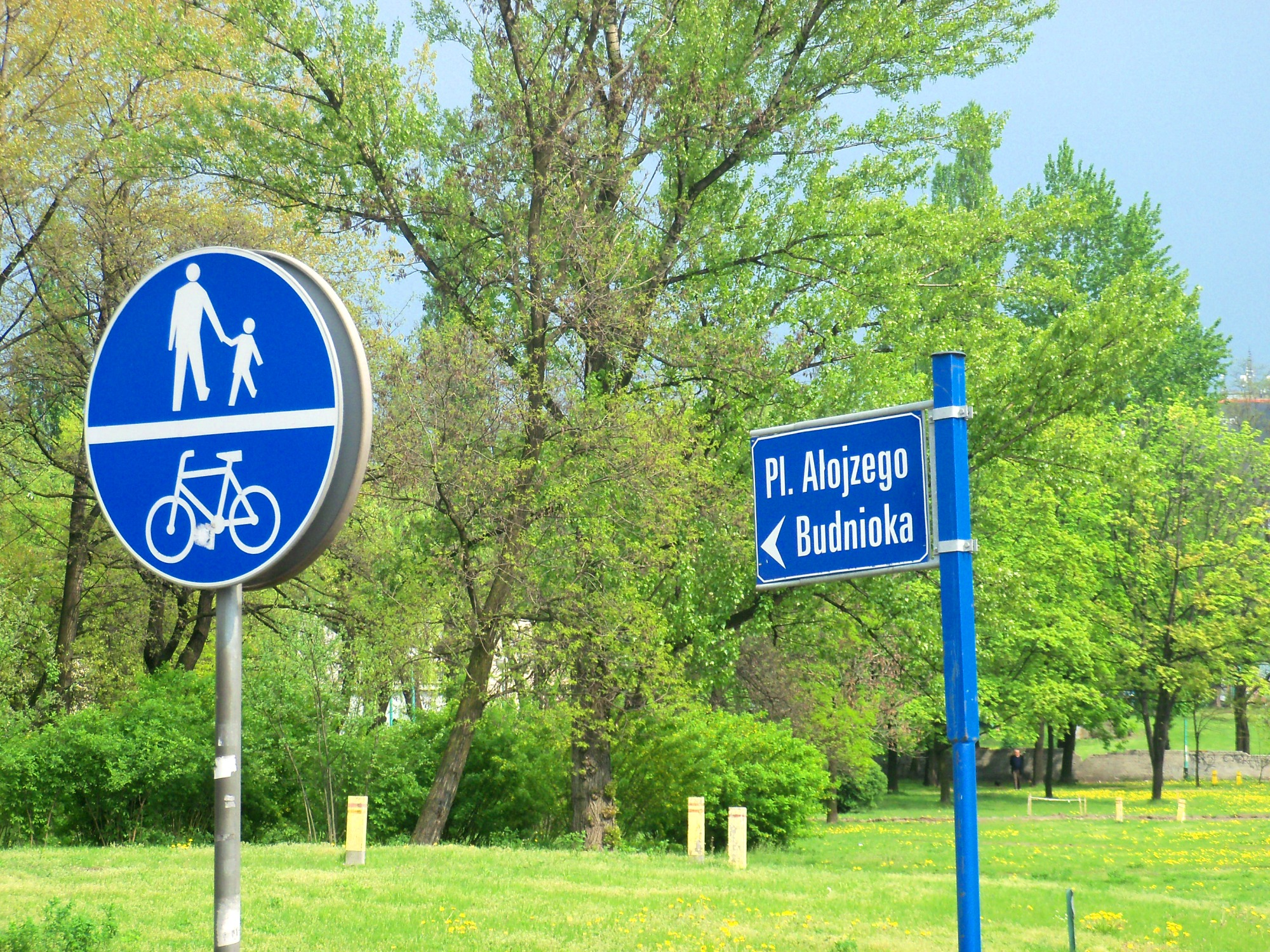
Do 2011 funkcjonowała nazwa plac Alojzego Budnioka

- Skwer Michała Banasika – plac u zbiegu ul. Armii Krajowej, ul. Szarych Szeregów i ul. Zdzisława Hierowskiego w dzielnicy Kostuchna[5]
- Skwer Stanisława Barei – plac położony pomiędzy ul. Gliwicką i ul. Gabriela Narutowicza, przed Cinema City Punkt 44 w dzielnicy Załęże[6]
- Skwer ks. Eugeniusza Breitkopfa – plac w dzielnicy Zawodzie, w rejonie ul. 1 Maja i ul. Murckowskiej[7]
- Pętla Brynowska – plac w rejonie ul. T. Kościuszki, ul. Rzepakowej i ul. Żytniej[8]
- Park Alojzego Budnioka (do 2011 jako plac Alojzego Budnioka) – plac w dzielnicy Koszutka, nazywany Rowem Wełnowieckim, zlokalizowany przy skrzyżowaniu ul. Chorzowskiej i ul. Jana Nepomucena Stęślickiego

## C
- Skwer Tytusa Chałubińskiego – plac u zbiegu ulic Medyków i Tadeusza Zarańskiego[9]
- Skwer Karola Hieronima Chodkiewicza – plac na terenie os. Tysiąclecia
- Plac Bolesława Chrobrego – plac w dzielnicy Śródmieście, zlokalizowany między ul. Władysława Reymonta, ul. Jagiellońską i ul. Józefa Lompy; na placu znajdują się pomnik Józefa Piłsudskiego oraz Obelisk Orłów Śląskich

## D
- Skwer księdza Waldemara Dekiela – plac w dzielnicy Piotrowice-Ochojec, u zbiegu ul. gen. Z. W. Jankego i ul. B. Prusa
- Skwer 304 Dywizjonu Bombowego „Ziemi Śląskiej” – plac przy ul. Trzech Stawów

## F
- Plac J. Filaka – plac w Kostuchnie
- Skwer Walentego Fojkisa (do 2012 jako plac Walentego Fojkisa) – plac w dzielnicy Wełnowiec-Józefowiec, zlokalizowany pomiędzy ul. Gnieźnieńską, ul. Modelarską, ul. M. Karłowicza i al. Wojciecha Korfantego
- Skwer Andrzeja Fonfary – plac u zbiegu ulic Murckowskiej, 1 Maja oraz Waleriana w dzielnicy Zawodzie[10]

## G

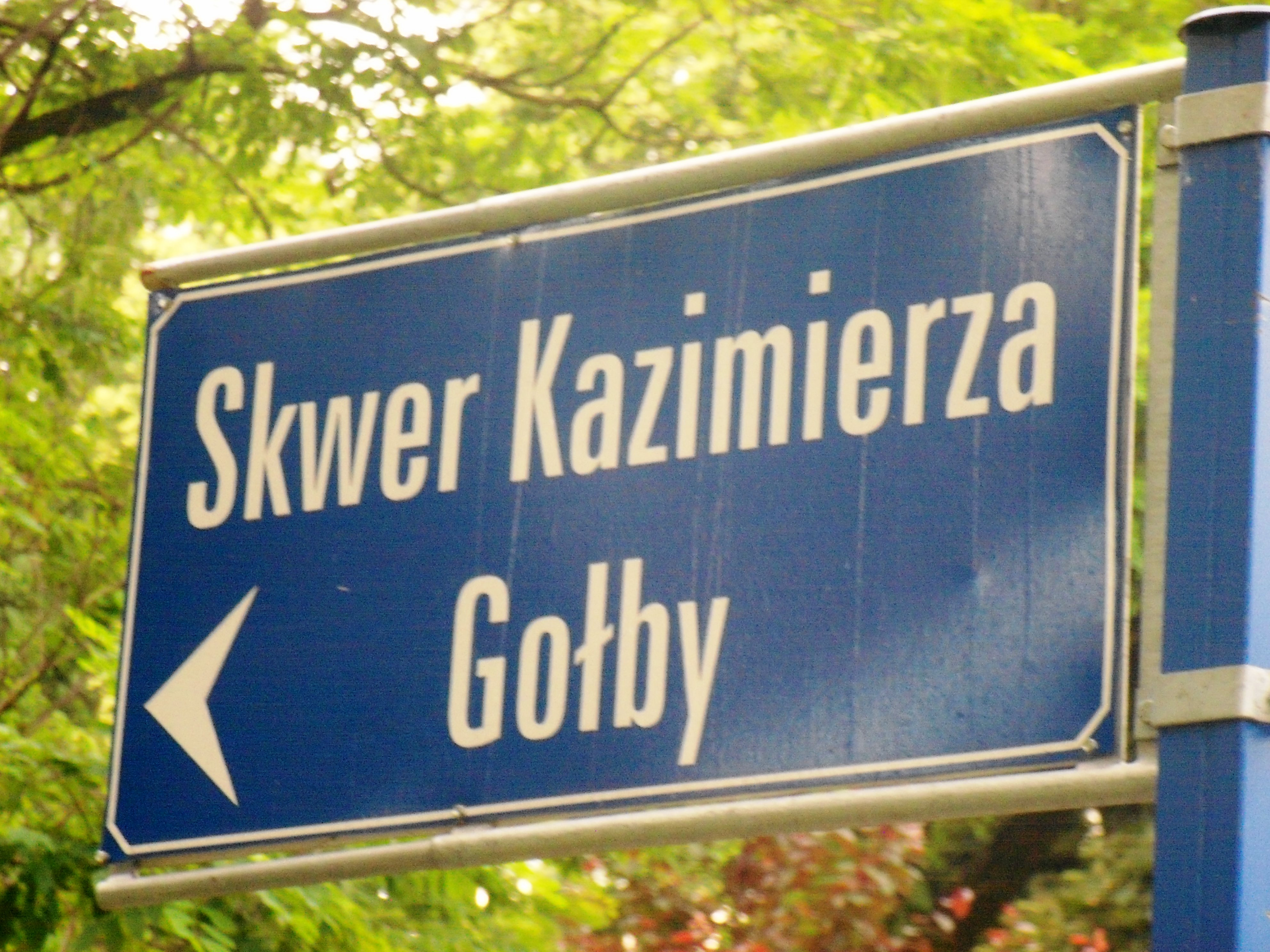
Skwer Kazimierza Gołby

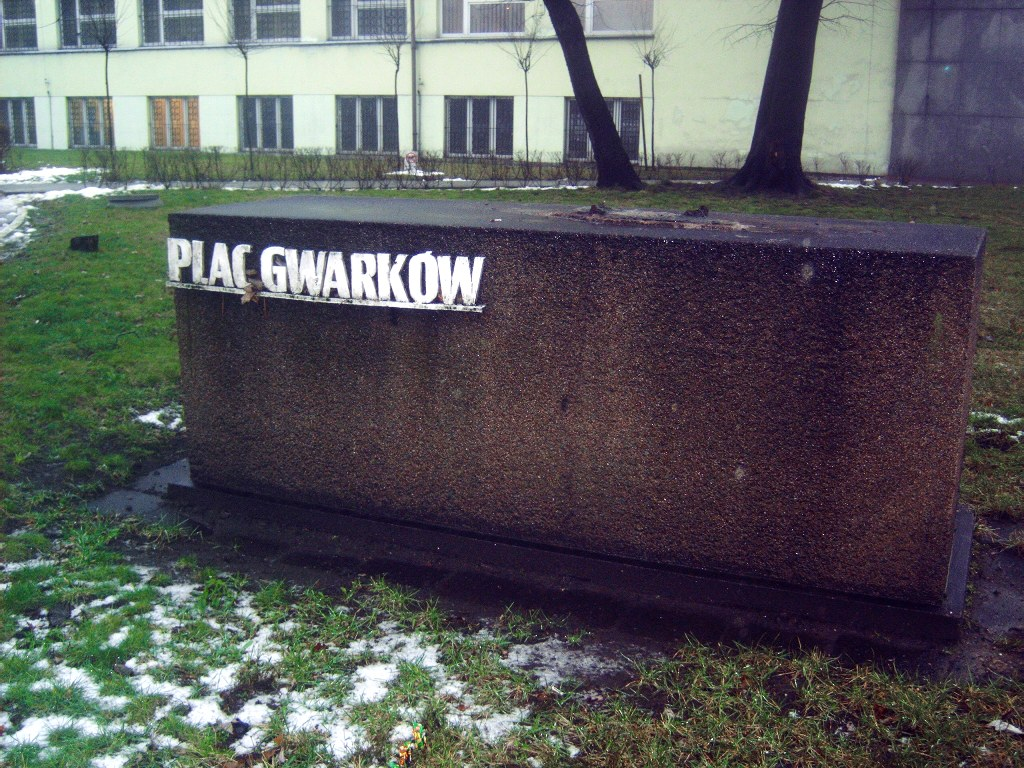
Plac Gwarków

- Skwer Ewalda Gawlika – plac położony przy ul. Barbórki i ul. Wojciecha w Giszowcu
- Plac profesora Kornela Gibińskiego – plac położony przy ul. Medyków, pomiędzy budynkami: Uniwersyteckiego Centrum Klinicznego a Wydziału Nauk Medycznych Śląskiego Uniwersytetu Medycznego w dzielnicy Ligota-Panewniki[11]
- Skwer Kazimierza Gołby – plac w rejonie ul. Wincentego Pola i ul. Dziewięciu z Wujka w Brynowie[12]
- Skwer asp. Jana Górskiego – plac w rejonie ul. Krzyżowej w dzielnicy Dąb[13]
- Skwer Michała Grajka – plac w rejonie ul. M. Radockiego i ul. Spokojnej na osiedlu Odrodzenia
- Plac Grunwaldzki – plac w centrum Koszutki, znajduje się na nim pomnik „Rodzina” oraz Galeria Artystyczna
- Skwer Edmunda Gryglewicza – plac w Szopienicach, pomiędzy ul. Bednarską, ul. Brynicy i ul. Morawa
- Plac ks. Rafała Grzondziela – plac u zbiegu ulic: Panewnickiej, Franciszkańskiej i Zielonogórskiej, przed dworcem kolejowym Katowice-Ligota[14]
- Plac Gwarków – plac położony na granicy dwóch katowickich dzielnic: Koszutki i Śródmieścia, przy skrzyżowaniu alei Wojciecha Korfantego i ulicy Katowickiej

## H
- Skwer Augustyna Halotty – plac pomiędzy ul. W. Wajdy i ul. Katowicką w Bogucicach
- Plac św. Herberta – główny plac dzielnicy osiedle Wincentego Witosa, zlokalizowany pomiędzy ul. Norberta Barlickiego, ul. Eugeniusza Kwiatkowskiego i ul. Wincentego Witosa
- Skwer Hippokratesa – plac w dzielnicy Koszutka[15]
- Plac ks. kard. Augusta Hlonda – plac w dzielnicy Śródmieście, zlokalizowany pomiędzy ul. Mikołowską, ul. Henryka Jordana, ul. B. Głowackiego i ul. J. Poniatowskiego
- Skwer Bolesława Holeckiego – u zbiegu ulic Saskiej, Chabrowej oraz Dąbrowa w dzielnicy Podlesie[16]
- Skwer Gustawa Holoubka – plac przy ul. G. Morcinka, położony za Centrum Sztuki Filmowej[17]
- Skwer Richarda Holtzego – plac w Śródmieściu, pomiędzy ul. ks. Konstantego Damrota, ul. Przemysłową oraz placem Rady Europy[18]
- Skwer Husarii Polskiej – plac na terenie os. Tysiąclecia

## J
- Plac św. Jana Pawła II – plac w Śródmieściu, przy skrzyżowaniu ul. Wita Stwosza i ul. Powstańców
- Skwer Tadeusza Jasińskiego – plac położony w ciągu ul. Bolesława Krzywoustego na osiedlu Tysiąclecia[19]
- Skwer Jeńców Ostaszkowa – plac w rejonie ulic Chorzowskiej, Ułańskiej i Bolesława Chrobrego na osiedlu Tysiąclecia[20]
- Plac św. Józefa Robotnika - plac w dzielnicy Wełnowiec-Józefowiec, położony przed wejściem do kościoła św. Józefa Robotnika w Józefowcu

## K

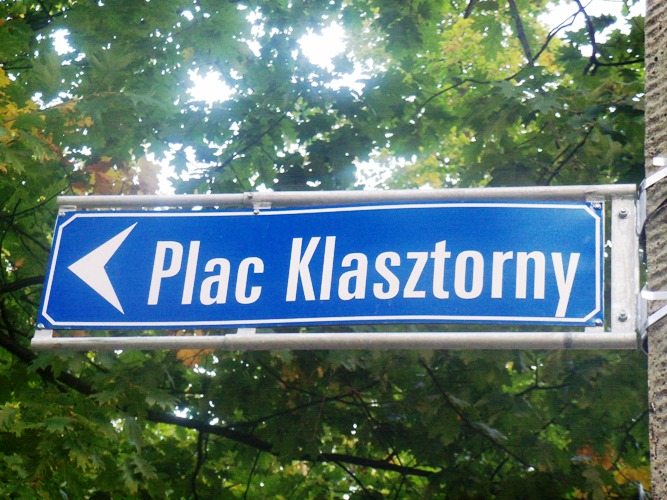
Plac Klasztorny

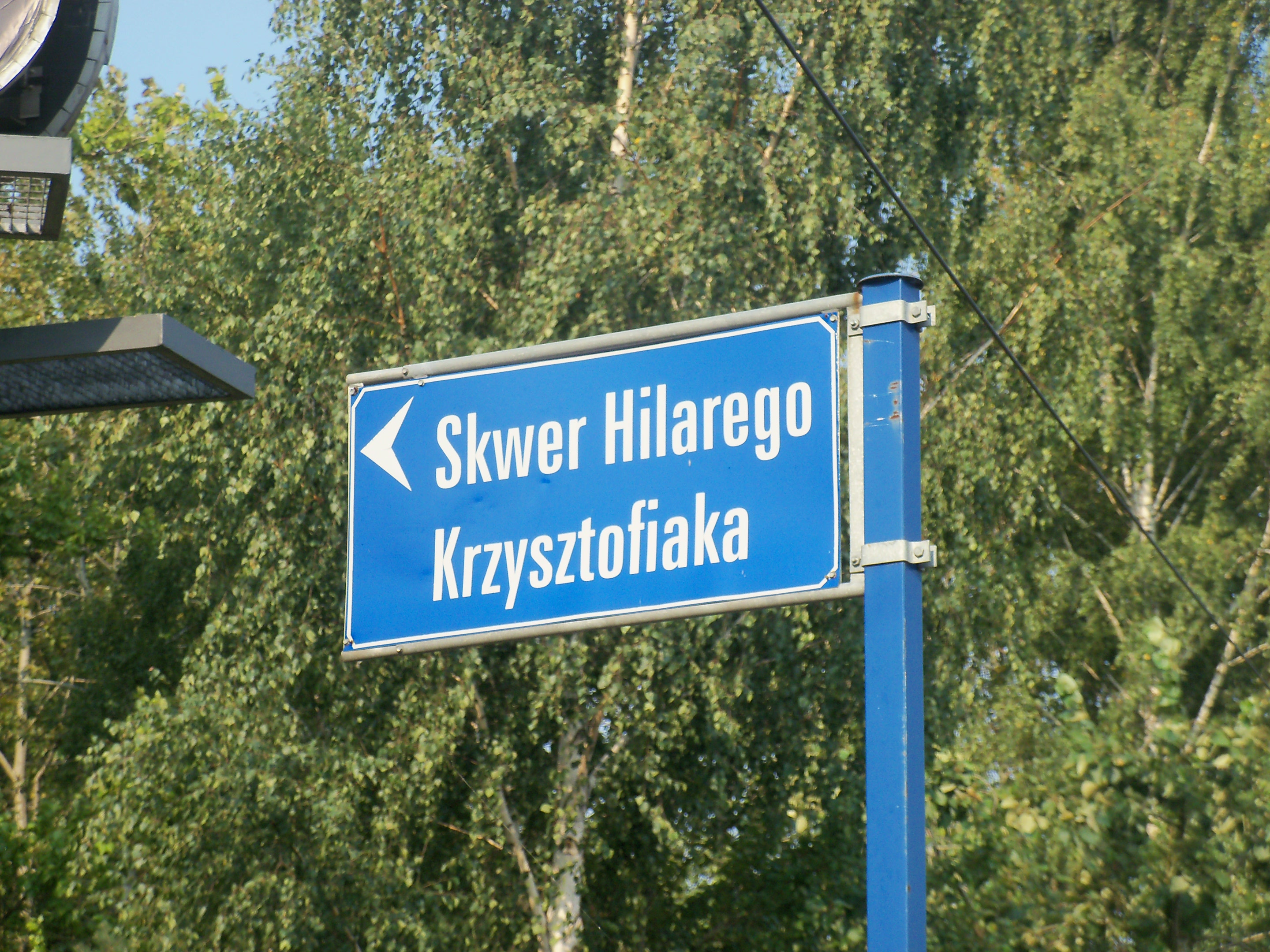
Skwer Hilarego Krzysztofiaka

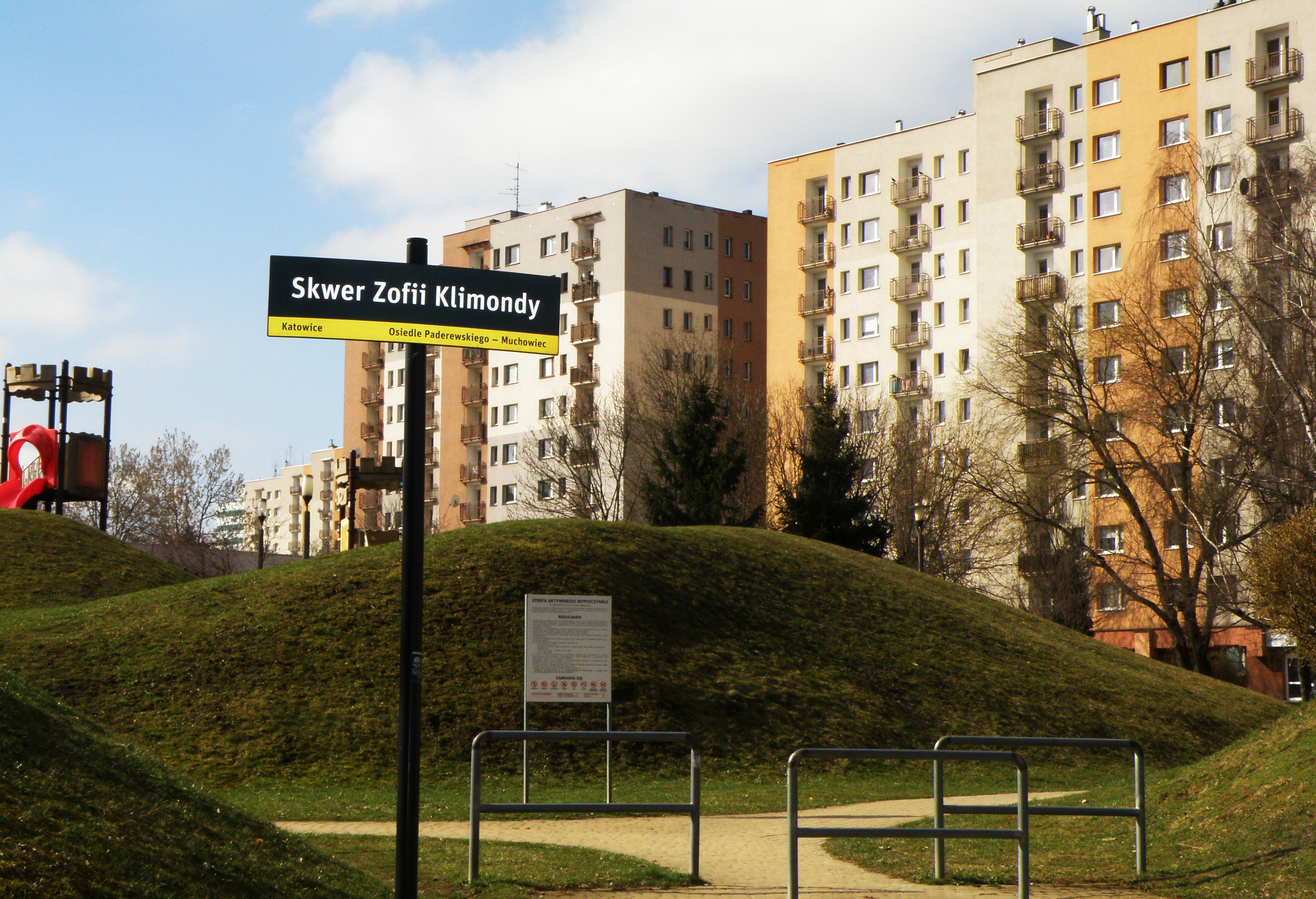
Skwer Zofii Klimondy

- Skwer Jacka Kaczmarskiego – plac położony przy ul. Kormoranów na Osiedlu Zgrzebnioka[21]
- Plac Marii i Lecha Kaczyńskich (do 2019 roku Plac Wilhelma Szewczyka)[22] – plac w Śródmieściu, przed dworcem PKP
- Skwer Kadetów Lwowskich – plac przy ul. B. Krzywoustego na os. Tysiąclecia[23]
- Skwer porucznika Henryka Kalemby – plac w dzielnicy Dąb, u zbiegu ulic Dębowej i Chorzowskiej[24]
- Skwer Janusza Kalinowskiego – plac w Józefowcu, u zbiegu ulic T. Kotlarza i F. Nowowiejskiego
- Skwer księdza Bolesława Kałuży – plac u zbiegu ulic Józefowskiej i Bytomskiej w dzielnicy Wełnowiec[25]
- Skwer Karlika z Kocyndra – plac w rejonie Zespołu Szkół Ogólnokształcących nr 7 na terenie osiedla W. Witosa
- Plac Jana Kasprowicza – plac, będący dawnym rynkiem Murcek
- Plac Katedralny – plac w Śródmieściu, znajduje się na nim Archikatedra Chrystusa Króla[26]
- Skwer Katowickich Seniorów – plac na obszarze Parku im. T. Kościuszki[27]
- Plac Wojciecha Kilara – plac położony przy skrzyżowaniu ulicy Olimpijskiej i alei Walentego Roździeńskiego, w sąsiedztwie gmachu NOSPR[28]
- Skwer Józefa Kidonia – plac na osiedlu Tysiąclecia, na rogu ul. Chorzowskiej i ul. Bolesława Chrobrego
- Plac Klasztorny – plac w dzielnicy Ligota-Panewniki, zlokalizowany przy ulicy Panewnickiej, obok Bazyliki św. Ludwika Króla i Wniebowzięcia Najświętszej Maryi Panny[29]; na placu znajduje się pomnik św. Jadwigi Śląskiej
- Skwer Janiny Klatt – plac położony w dzielnicy Burowiec, przy ul. gen. Józefa Hallera
- Skwer Zofii Klimondy – plac położony na Osiedlu Paderewskiego, u zbiegu ulic: generała Józefa Sowińskiego oraz Granicznej, w pobliżu Ronda Kazimierza Zenktelera[30]
- Skwer Józefa Kocurka – plac w rejonie ulic Lubuskiej, Wrocławskiej i Kujawskiej w dzielnicy Bogucice[31]
- Skwer Koszycki – plac położony w rejonie ulic: Łużyckiej i Lubuskiej w dzielnicy Bogucice[32]
- Skwer Hilarego Krzysztofiaka – plac w dzielnicy Szopienice-Burowiec, pomiędzy ul. gen. Józefa Hallera i ul. Obrońców Westerplatte
- Skwer bł. Stanisława Kubisty – plac w dzielnicy Kostuchna, w rejonie ul. Tadeusza Boya-Żeleńskiego i ul. Migdałowców; na placu znajdują się: pomnik bł. Stanisława Kubisty oraz pomnik Powstańców Śląskich w Kostuchnie
- Skwer Jerzego Kukuczki – plac w Załężu, w rejonie ul. P. Pośpiecha i ul. M. Ledóchowskiego

## L

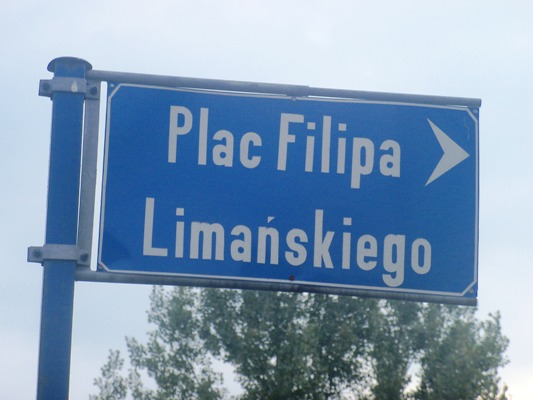
Plac Filipa Limańskiego

- Skwer Haliny Lerman – plac w Szopienicach, pomiędzy ul. L. Zamenhofa i ul. Wiosny Ludów
- Plac Filipa Limańskiego – plac w dzielnicy Piotrowice-Ochojec, przy ul. gen. Zygmunta Waltera-Jankego
- Plac ks. Józefa Londzina – plac w dzielnicy Załęże, przy skrzyżowaniu ulicy Gliwickiej, ulicy Brackiej i ulicy Feliksa Bocheńskiego

## M

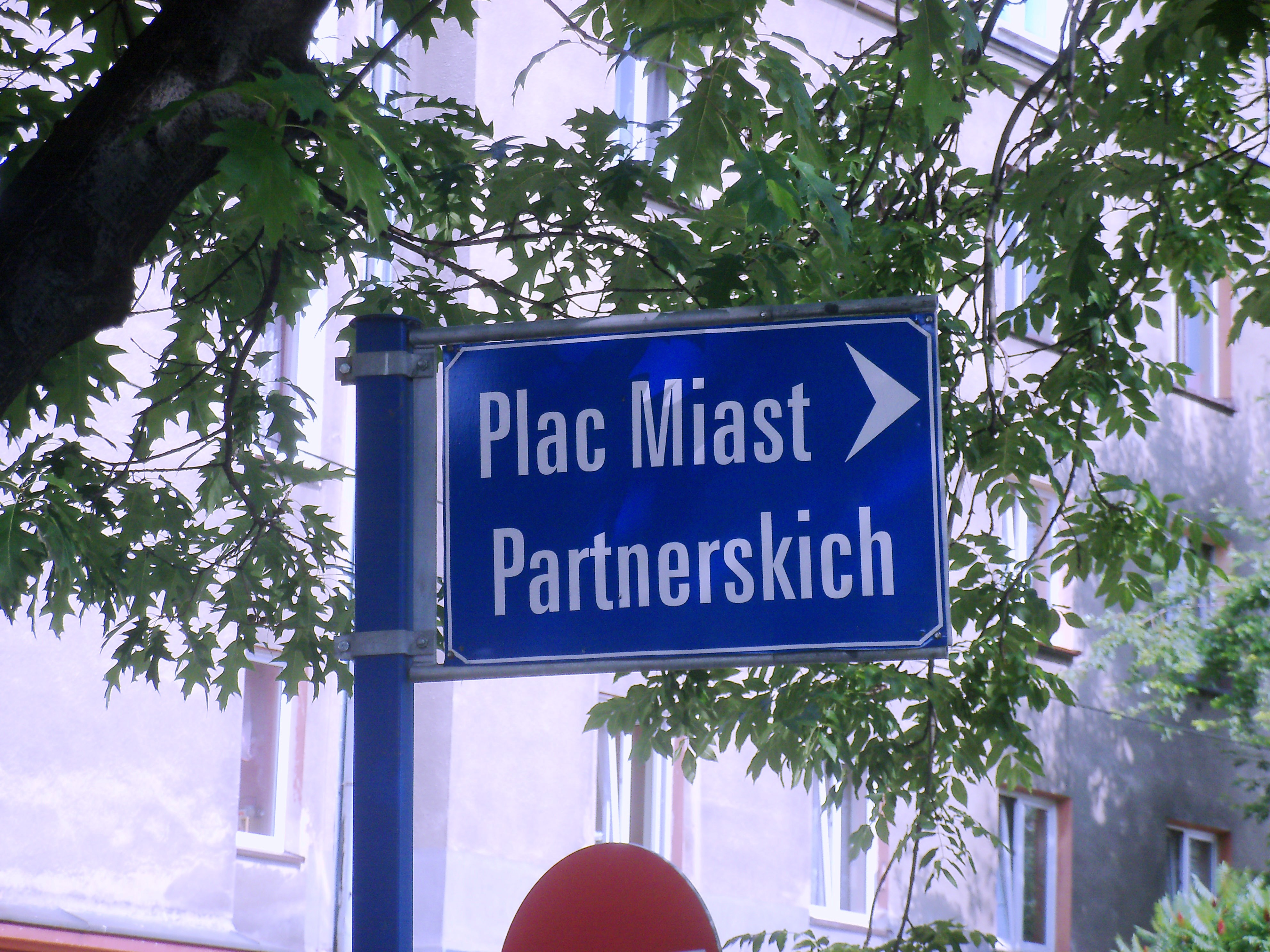
Plac Miast Partnerskich

- Skwer księdza Franciszka Macherskiego – plac przy ul. Dębowej w dzielnicy Dąb[33]
- Skwer księdza Jana Machy – plac w rejonie ul. Mikołowskiej i ul. W. Pola
- Plac generała Stanisława Maczka – plac w rejonie skrzyżowania ul. Powstańców i ul. ks. K. Damrota
- Skwer Jana Matejki – plac na terenie osiedla Tysiąclecia
- Skwer Męczenników Oświęcimskich – plac u zbiegu ul. Mieszka I i ul. Jana Pawła II, w rejonie ronda marszałka Konstantego Wolnego, na osiedlu Tysiąclecia[34]
- Plac Karola Miarki – plac w Śródmieściu, pomiędzy ul. Stefana Batorego, ul. Jana Kochanowskiego, ul. Wita Stwosza i ul. Tadeusza Kościuszki; na placu znajduje się pomnik Stanisława Moniuszki
- Plac Miast Partnerskich w Katowicach – plac położony pomiędzy ul. Koszalińską, ul. Słupską i ul. Świdnicką, zlokalizowany w dzielnicy Ligota-Panewniki[35][36]
- Skwer Romualda Mielczarskiego – plac położony przy ul. Piastów na osiedlu Tysiąclecia[37]
- Skwer Młodych Plastyków – plac na terenie os. Tysiąclecia, w rejonie al. księżnej Jadwigi Śląskiej i Zespołu Szkół Plastycznych

## N

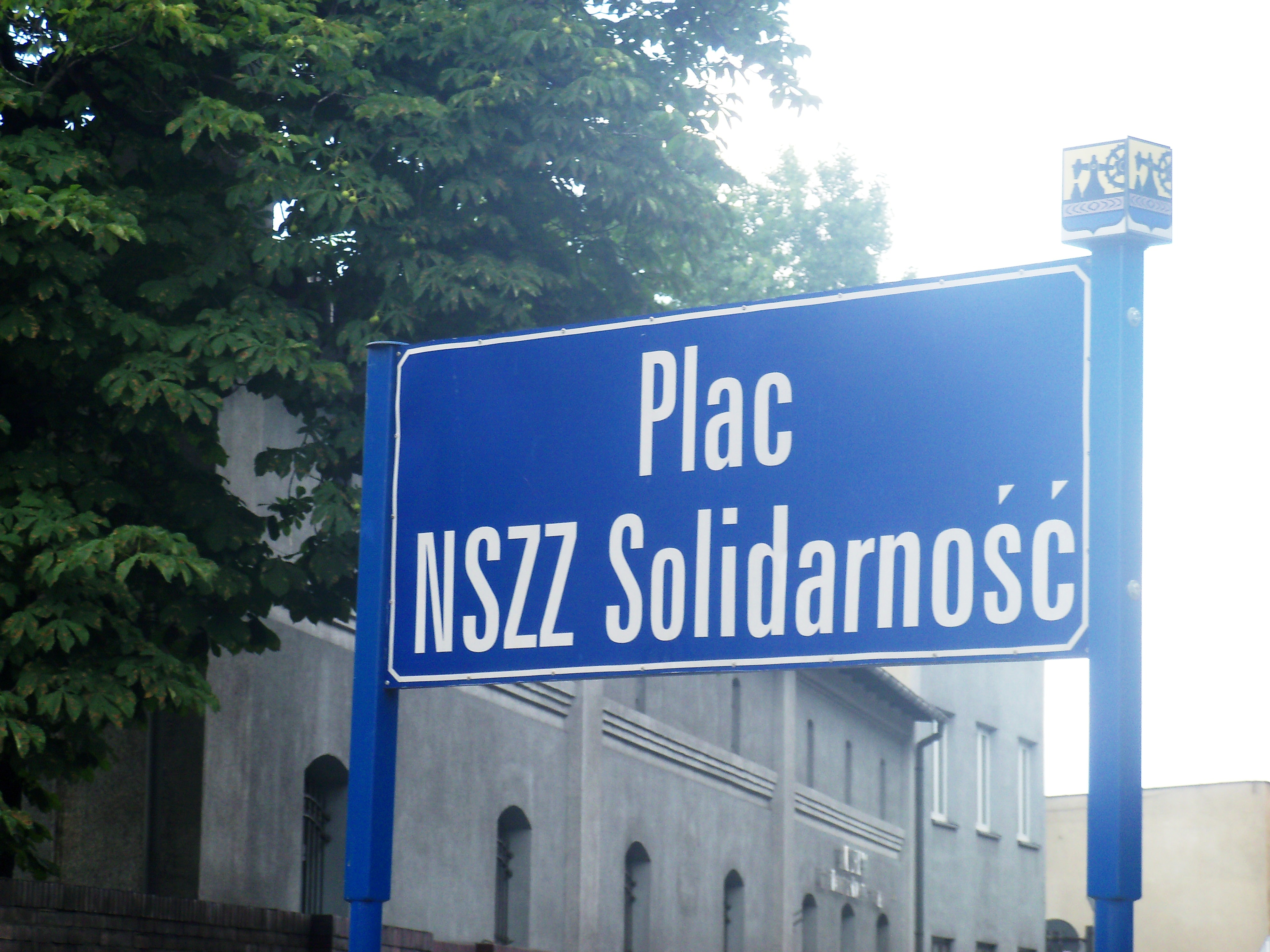
Plac NSZZ „Solidarność”

- Pętla Na Łącznej – plac obejmujący teren pętli tramwajowej w dzielnicy Zawodzie
- Skwer nad Ślepiotką – plac u zbiegu ulic: Armii Krajowej oraz Wczasowej, nad rzeką Ślepiotką[38]
- Skwer Feliksa Netza – plac na os. I. Paderewskiego[39]
- Plac ojca Józefa Nieborowskiego – plac w Bogucicach, przy ul. ks. Leopolda Markiefki
- Skwer Niezależnego Zrzeszenia Studentów – plac u zbiegu ulic Bogucickiej i Bronisława Czecha w dzielnicy Zawodzie[40]
- Plac NSZZ „Solidarność” – plac w Brynowie, przy ul. Wincentego Pola; na placu znajduje się pomnik poległych górników KWK „Wujek”

## O

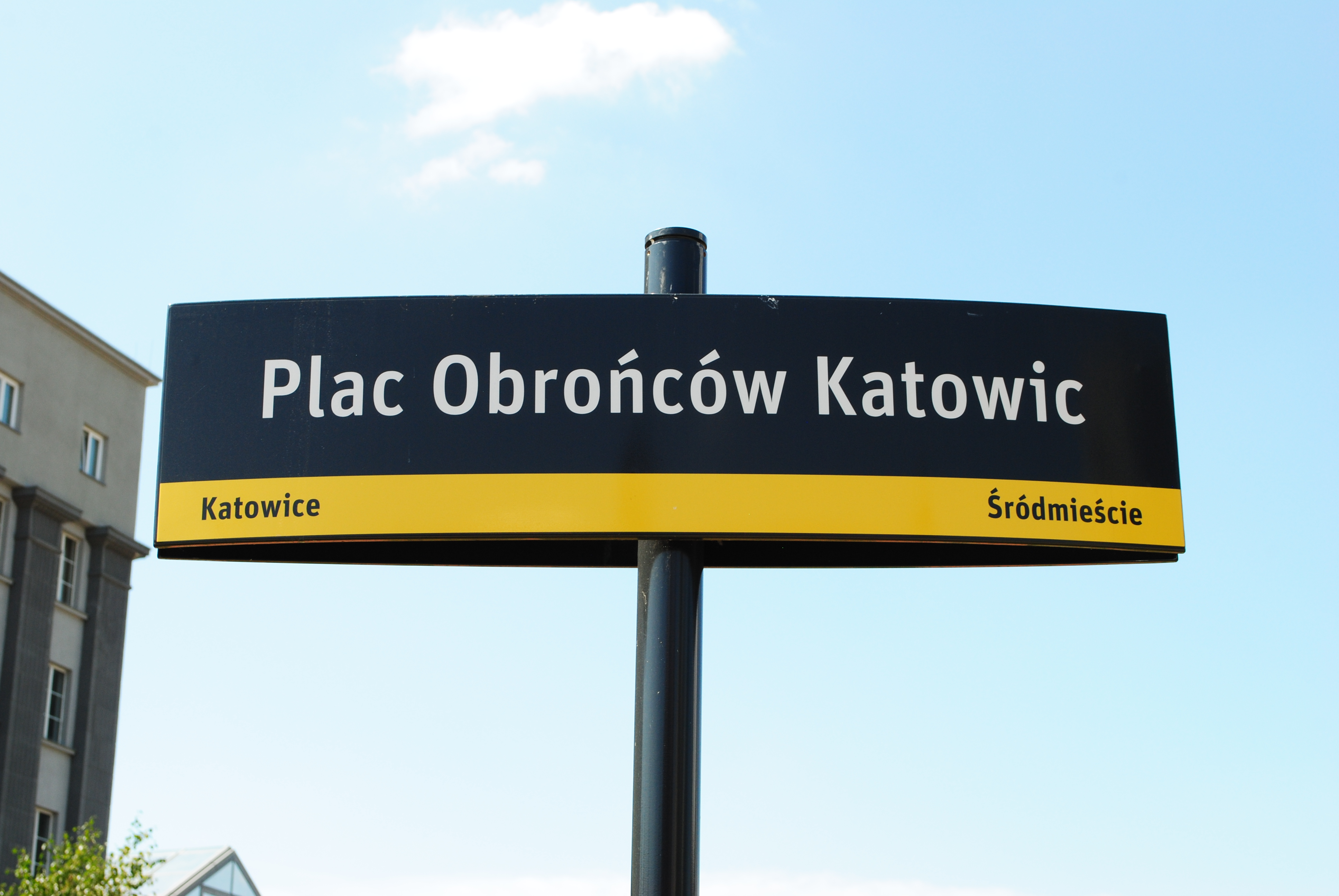
Plac Obrońców Katowic

- Plac Obrońców Katowic – plac w Śródmieściu, na rogu ul. ks. Piotra Skargi i al. W. Korfantego; na placu znajduje się pomnik Harcerzy Września
- Plac Oddziałów Młodzieży Powstańczej – plac w Śródmieściu, pomiędzy ul. ks. Augustyna Kordeckiego i ul. Andrzeja
- Skwer Odrodzenia Państwa Polskiego – plac na Osiedlu Odrodzenia, przy ul. Marcina Radockiego[41]
- Skwer Ofiar Tragedii 1896 r. w Kopalni Kleofas – plac na terenie os. W. Witosa, w rejonie ul. St. Kossutha i ul. Obroki 47
- Plac Ofiar Tragedii Górnośląskiej 1945 roku – plac w centrum miasta, u zbiegu ul. Gliwickiej i ul. Dąbrówki
- Plac Ogród Dworcowy – plac w Szopienicach, w rejonie ul. Lwowskiej i ul. Wypoczynkowej
- Skwer Roberta Oszka – plac na osiedlu Tysiąclecia, pomiędzy ulicami Mieszka I oraz Piastów, na wysokości ronda Karola Stryji[42]

## P

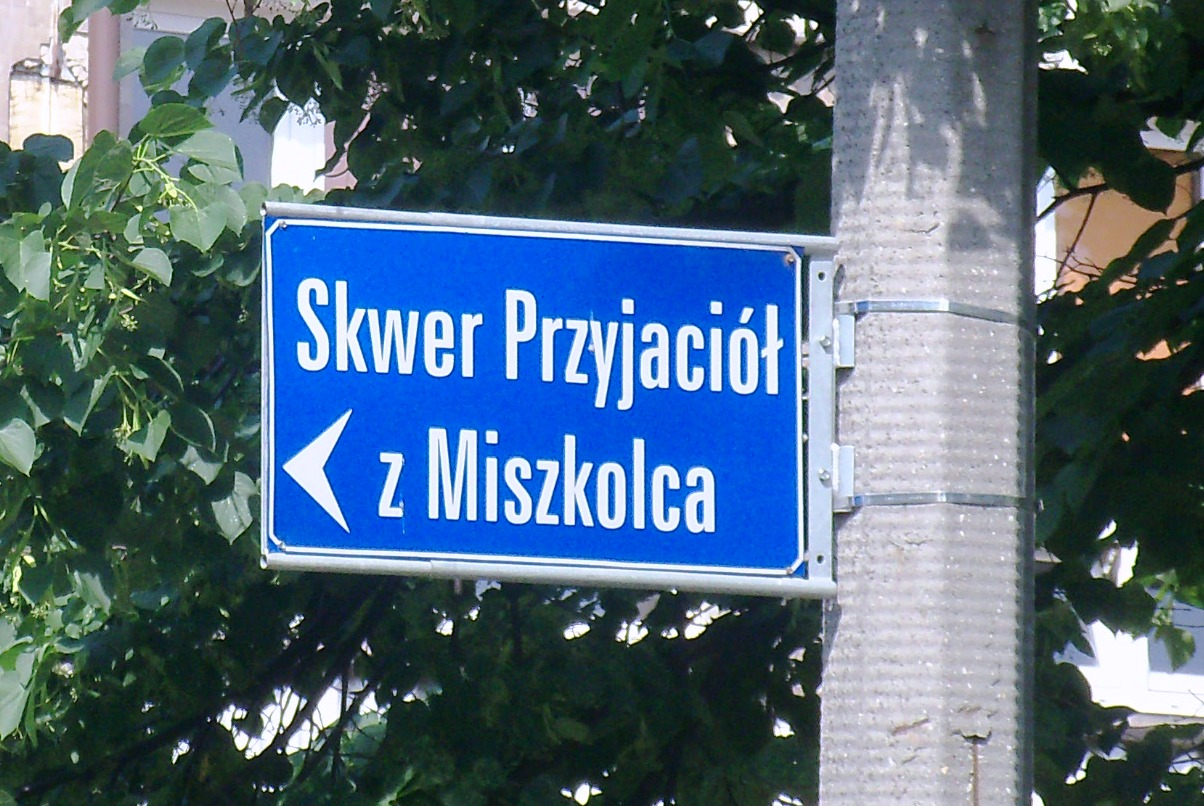
Skwer Przyjaciół z Miszkolca

- Skwer 2 Pułku Piechoty – plac przy ul. Szarych Szeregów w dzielnicy Kostuchna[43]. Na Skwerze znajduje się kopiec z kamieni z tablicą, upamiętniający miejsce z którego wyruszyli do boju 2 maja 1921 żołnierze drugiej kompanii drugiego batalionu 2. Pułku Pszczyńskiego Powstańców Śląskich.
- Skwer Augustyna Pająka – plac u zbiegu ul. Wiejskiej i ul. Dębowej, w dzielnicy Dąb[44]
- Skwer Piastów Śląskich – plac pomiędzy ul. Chorzowską i ul. księcia Henryka Brodatego na osiedlu Tysiąclecia[45]
- Skwer rotmistrza Witolda Pileckiego – plac położony w dzielnicy osiedle Wincentego Witosa, zlokalizowany przy skrzyżowaniu ulicy Wincentego Witosa i ulicy Michała Ossowskiego[46][47]
- Plac Pod Lipami – główny plac dzielnicy Giszowiec
- Plac Podwyższenia Krzyża – plac przy ul. Mieszka I, pomiędzy kościołem Podwyższenia Krzyża Świętego i Matki Boskiej Uzdrowienia Chorych a terenem cmentarza na osiedlu Tysiąclecia[48]
- Plac Bernarda Poloka – plac w dzielnicy Załęska Hałda-Brynów, u zbiegu ulic Dobrego Urobku i Brygadzistów[49]
- Skwer Polskich Sprawiedliwych Wśród Narodów Świata – plac w dzielnicy Murcki, w rejonie skrzyżowania ul. Walerego Goetla i ul. Bielskiej[50]
- Skwer Porozumienia Katowickiego 1980 roku – plac w rejonie ul. Wincentego Pola 9
- Skwer Natalii Piekarskiej-Ponety – plac w dzielnicy Murcki, w rejonie ul. W. Goetla i ul. K. Bohdanowicza
- Plac Powstańców Śląskich – plac w dzielnicy Szopienice-Burowiec, u zbiegu ul. Obrońców Westerplatte, ul. ks. bpa Herberta Bednorza, ul. Lwowskiej i ul. Wiosny Ludów; na placu znajduje się pomnik Powstańca Śląskiego
- Skwer Ernesta Prittwitza – plac w rejonie ul. Obrońców Westerplatte w Szopienicach[51]
- Skwer Prymasowski – plac przy ul. H. Jordana, na którym znajduje się pomnik ks. kard. Augusta Hlonda[52]
- Plac Przyjaciół z Miszkolca (do 2014 jako Skwer Przyjaciół z Miszkolca) – plac w Śródmieściu, przy ul. Sokolskiej[53]

## R
- Plac Rady Europy – plac w Śródmieściu, znajduje się przy nim Biblioteka Śląska
- Plac Ronalda Reagana – plac w dzielnicy osiedle Tysiąclecia
- Skwer Represjonowanych Żołnierzy-Górników – plac w dzielnicy Brynów, w rejonie skrzyżowania ul. Józefa Gallusa, ul. Mikołowskiej i ul. Ligockiej
- Plac dra Józefa Rostka – plac w Śródmieściu, przy skrzyżowaniu ul. Raciborskiej i ul. Mikołowskiej
- Skwer Walentego Roździeńskiego – plac w Szopienicach, pomiędzy ul. ks. bpa Herberta Bednorza, ul. Obrońców Westerplatte i ul. St. Olchawy
- Skwer Rybka – plac w dzielnicy Janów-Nikiszowiec, u zbiegu ul. Szopienickiej i ul. Górniczego Dorobku
- Skwer Józefa Ryszki – plac na os. Tysiąclecia[54]
- Rynek – główny plac Katowic, zbiegają się przy nim ul. 3 Maja, ul. Warszawską, ul. Staromiejska, ul. Teatralna, ul. Adama Mickiewicza, ul. św. Jana, ul. Pocztowa, ul. Młyńska oraz aleja Wojciecha Korfantego

## S
- Plac Sejmu Śląskiego – plac w Śródmieściu, pomiędzy ulicą Jagiellońską, ulicą Józefa Lompy i ulicą Juliusza Ligonia; na placu znajduje się pomnik Wojciecha Korfantego
- Skwer Janusza Sidły – plac w dzielnicy Szopienice-Burowiec, położony między linią kolejową a ul. 11 Listopada[55]
- Skwer Skwer Danuty Siedzikówny „Inki” – plac na terenie os. W. Witosa
- Pętla Słoneczna – plac w dzielnicy Koszutka, w ciągu al. W. Korfantego[8]
- Plac Sławika i Antalla[56] – plac w sąsiedztwie ronda gen. J. Ziętka, położony przed halą widowiskowo-sportową „Spodek” (plac dawniej nazywany nieoficjalnie placem Honorowym)
- Plac Synagogi – plac w Śródmieściu, przy skrzyżowaniu ulicy Adama Mickiewicza, ulicy ks. Piotra Skargi i ulicy Stawowej
- Skwer Bolesława Szabelskiego – plac w dzielnicy Ligota-Panewniki, u zbiegu ul. Panewnickiej i ul. Piotrowickiej[57]
- Plac bł. ks. Emila Szramka – plac w Śródmieściu, w końcowym biegu ul. Mariackiej, przy kościele Mariackim
- Skwer Szwoleżerów – plac na terenie os. Tysiąclecia, w rejonie budynków przy ul. Tysiąclecia 90 i 92
- Skwer Franciszka Szymkowiaka – plac na terenie dzielnicy Brynów, u zbiegu ulic T. Kościuszki i A. Zgrzebnioka

## Ś
- Skwer Józefa Świdra – plac w Śródmieściu, u zbiegu ulic ks. bpa Stanisława Adamskiego i ul. Raciborskiej

## T
- Plac Tiele-Wincklerów – nieistniejący plac w Śródmieściu, obecnie przedłużenie ul. Stawowej
- Plac Tajnej Organizacji Nauczycielskiej – plac w Brynowie, u zbiegu ul. Brynowskiej i ul. Tadeusza Kościuszki[58]
- Pętla Tysiąclecie – plac obejmujący teren pętli autobusowej, położonej w ciągu ul.Tysiąclecia na osiedlu Tysiąclecia

## U
- Skwer Piotra Urbańczyka – plac w rejonie alei Księżnej Jadwigi Śląskiej na osiedlu Tysiąclecia[59]

## W
- Plac Wincentego Wajdy – plac w dzielnicy Bogucice (dawny rynek Bogucic)
- Skwer Anny Walentynowicz – plac w dzielnicy Brynów, w rejonie ulic Wincentego Pola i Józefa Gallusa[60]
- Skwer Raoula Wallenberga – plac przy ul. Francuskiej, na wprost gmachu Sądu Okręgowego w Katowicach
- Skwer Antoniego Węglarczyka – plac w dzielnicy Załęska Hałda, w rejonie skrzyżowania ul. Załęska Hałda i ul. F. Bocheńskiego
- Plac ojca Justyna Widucha – plac w dzielnicy Ligota-Panewniki, na rogu ul. Franciszkańskiej i ul. Emerytalnej
- Skwer profesora Wilibalda Winklera – plac w dzielnicy Ligota u zbiegu ulic: Słupskiej i Koszalińskiej[61]
- Plac Wolności – główny plac zachodniej części Śródmieścia, znajduje się na nim pomnik żołnierzy radzieckich
- Skwer Wychowanków Janusza Korczaka – plac położony przy ciągu pieszo-rowerowym, pomiędzy budynkiem Szkoły Podstawowej nr 66 a budynkiem przy ul. Piastów 10 na osiedlu Tysiąclecia[62]
- Plac Wyzwolenia – główny plac dzielnicy Nikiszowiec (dawny rynek[63])

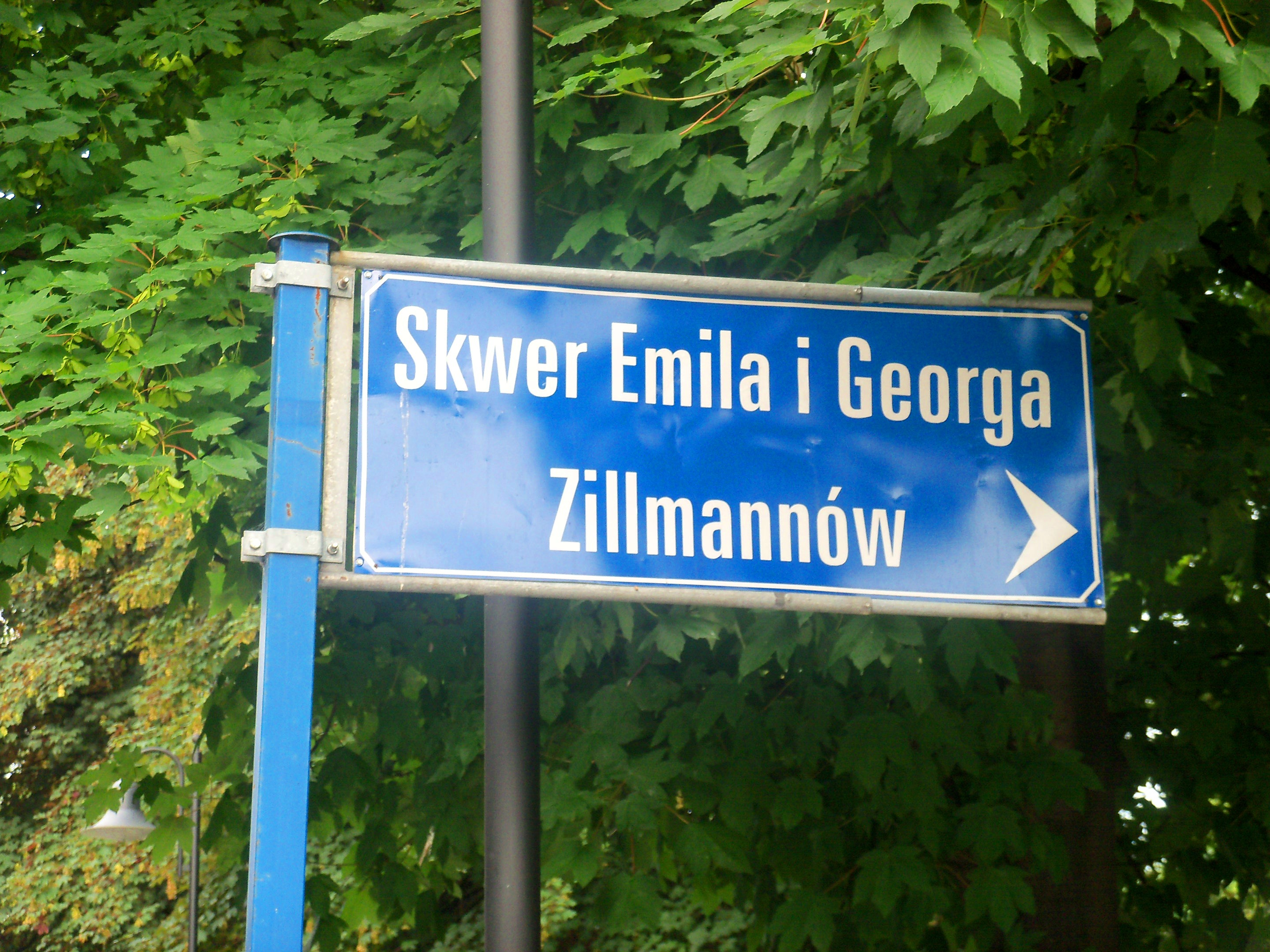
Skwer Emila i Georga Zillmannów

## Z
- Skwer Emila i Georga Zillmannów – plac w dzielnicy Janów-Nikiszowiec, obok placu Wyzwolenia i kościoła św. Anny

## Ż
- Plac Żołnierza Polskiego  – plac w dzielnicy Osiedle Paderewskiego-Muchowiec, w rejonie ul. gen. S. Szeptyckiego i ul. Granicznej; na placu znajduje się pomnik Żołnierza Polskiego
- Plac Żołnierzy Września – plac w dzielnicy Dąbrówka Mała, zlokalizowany pomiędzy ulicą Milowicką, ulicą gen. Józefa Hallera i ulicą Strzelców Bytomskich